# Cylichnina umbilicata
Cylichnina umbilicata is een slakkensoort uit de familie van de Retusidae. De wetenschappelijke naam van de soort is voor het eerst geldig gepubliceerd in 1803 door Montagu.